# Ксєнжопольський Антон Владиславович
Антон Владиславович (Антоні-Маріян) Ксєнжопольський (15 (27) червня 1877, Житомир, Російська імперія — 29 липня 1939, Люблін, Польща) — польсько-російський зоолог, ентомолог та теріолог родом з України, правник за основним родом занять. Колекціонер метеликів.

## Біографія
Народився в Житомирі, у будинку № 39 по вулиці Великій Бердичівській. У 1896 році закінчив Житомирську класичну гімназію і вступив на відділення права Київського університету. Після отримання диплому 1902 року працював адвокатом у Житомирі.
З 1913 року розпочав працювати у Волинській губернській земській управі на посаді спеціаліста-ентомолога з платнею у 100 рублів на місяць. Був інспектором та керівником ряду комісій. У 1915 році призначений завідувачем ентомологічного бюро, фактично — губернським ентомологом.
У 1918 році входить до опікунської ради Волинського музею, стає також завідувачем зоологічного відділення цього музею.
З 1922 емігрував до Польщі. Працював урядником, суддею мирового та окружного суду у місті Замостя. У 1928 році брав участь у судовій справі с приводу дуельного позову майора Яна Камінського проти адвоката Віктора Жимірського, причому відмовився розглядати справу як суддя, а виступив захисником Жимірського.
Дружив з польським поетом Болеславом Лесьмяном, до якого часто заходив разом з донькою Марією.
У 1932 року переїхав до Любліну. Там він працював нотаріусом при іпотечному відділі окружного суду в 1934-1939 роках. Його юрисдикція розповсюджувалася на Люблін та Люблінський повіт.
Помер 29 липня 1939 року.

## Родина
Мав доньку Марію-Терезію, яка 1949 року вийшла заміж за професора економіки Люблінського католицького університету Чеслава Стжешевського.

## Ентомологічна і просвітницька діяльність
Був членом Товариства дослідників Волині. З 1909 року член Російського ентомологічного товариства і Товариства любителів природи у Варшаві.
Того ж року вступив до членів акціонерного товариства «Бюро Натураліст» у Києві, що постачало навчальне приладдя для занять з природознавства. Займався створенням при цьому товаристві дочірнього підприємства, що мало займатися торгівлею та обміном лепідоптерологічного колекційного матеріалу. Під час роботи на посаді губернського ентомолога веде активне листування і обмін з провідними ентомологами Росії і Європи, зокрема із Левом Шелюжком.
Зібрав одну з найбільших в Україні колекцій метеликів, що складала близько 28 тисяч екземплярів. Колекція охоплювала лускокрилих Волині, Криму, інших регіонів України, Боржомі (Грузія), Казікопарана (Туреччина), Далекого Сходу та інших країн. За посередництва Шелюжка її придбав Зоологічний музей Київського університету 1934 року.
Частину колекції Ксенжопольський подарував Житомирському музею природи, яким опікувався. У 1935 році цю частину примусово передали до Інституту біології і зоології АН УРСР, а під час німецько-радянської війни більшу її частину було вивезено до Німеччини й втрачено.
У 1912 році Ксєнжопольський випустив монографію, присвячену денним метеликам «південно-західної Росії», першу в своїй галузі, де навів для цієї території 155 видів Rhopalocera, а також 1 новий підвид та 18 аберативних форм.